# D. Reidel Publishing Company
Die D. Reidel Publishing Company war ein in den 1960er Jahren in Dordrecht gegründeter Wissenschaftsverlag. Damals bestand das Programm vor allem aus Physik-Literatur. Gründer war D. Reidel, ein Schüler von M. D. Frank (ehemals Elsevier und Gründer von North Holland). Mit anderen niederländischen Wissenschaftsverlagen (bzw. Schulbuchverlagen) wurden sie Teil von Kluwer die 1987 mit Wolters/Noordhoff zu Wolters Kluwer fusionierten. Reidel bestand als Imprint weiter.